# El Cortijo, Guerrero
El Cortijo är en ort i Mexiko.   Den ligger i kommunen Ayutla de los Libres och delstaten Guerrero, i den södra delen av landet, 270 km söder om huvudstaden Mexico City. El Cortijo ligger 359 meter över havet och antalet invånare är 1 979.
Terrängen runt El Cortijo är kuperad åt nordost, men åt sydväst är den platt. Runt El Cortijo är det ganska tätbefolkat, med 58 invånare per kvadratkilometer. Närmaste större samhälle är Ayutla de los Libres, 6,3 km sydost om El Cortijo. Omgivningarna runt El Cortijo är en mosaik av jordbruksmark och naturlig växtlighet.